# Nádasd
Nádasd é um município da Hungria, situado no condado de Vas. Tem 35,6 km² de área e sua população em 2015 foi estimada em 1.308 habitantes.